# Филипп Фессалоникийский
Фили́пп Фессалоники́йский (др.-греч. Φίλιππος ὁ Θεσσαλονικεύς, лат. Philippus Thessalonicensis) — древнегреческий поэт I века н. э.
Около 40 года н. э. составил второй, после «Венка» Мелеагра Гадарского (около 70—60 годов до н. э.), крупный сборник греческих эпиграмм, включив в него стихотворения новых поэтов: Антипатра Фессалоникийского, Кринагора, Антифила Византийского, Филодема, Пармениона, Антифана Македонского, Автомедона, Диодора Зоны, Бианора, Эвена Аскалонского и других (перечисляются в небольшом вступлении AP IV, 2, написанном в подражание длинной вступительной эпиграмме Мелеагра AP IV, 1), — а также свои собственные.
В Палатинской антологии и Планудовом приложении сохранилось около восьмидесяти эпиграмм Филиппа, преимущественно описательных.